# Nižné Sivé pleso
Nižné Sivé pleso je ledovcové jezero ve skupině Sivých ples ve Velké Studené dolině ve Vysokých Tatrách na Slovensku. Má rozlohu 0,0940 ha, je 52 m dlouhé a 29 m široké. Dosahuje maximální hloubky 1,6 m a objemu 513 m³. Leží v nadmořské výšce 2012 m.

## Okolí
Západně od plesa se zvedá Sivý hrebeň, který je na severu zakončený Javorovým štítem. Na severu se nad  žlutou turistickou značkou nachází Prostredné Sivé pleso a nad ním se kotlina zvedá do Javorového sedla. Na jihu se pod ním nachází skalní práh, pod kterým je nižší stupeň Velké Studené doliny.

## Vodní režim
Plesem protéká Sivý potok, který do něj přitéká ze severu z blízkého Prostredného Sivého plesa a odtéká z jihozápadního konce, aby o něco níže s ostatními zdrojnicemi spoluvytvářel Veľký Studený potok. Rozměry jezera v průběhu času zachycuje tabulka:
| Rok     | Měření prováděl   | Rozloha ha | Délka m | Šířka m | Hloubka max.m | Objem m³ |
| ------- | ----------------- | ---------- | ------- | ------- | ------------- | -------- |
| 1961–67 | pracovníci TANAPu | 0,10       | 52      | 29      | 1,5           | [ 2 ]    |
| 2005    | Gregor, Pacl      | 0,0940     | [ 2 ]   | [ 2 ]   | 1,6           | 513      |

## Přístup
Pleso je veřejnosti přístupné každoročně v období od 16. června do 31. října.  žlutá turistická značka prochází po severním břehu jezera. Pěší přístup je možný:
- Po  žluté turistické značce od Téryho chaty,
- Po  žluté turistické značce od Zbojnícke chaty,
- Po  modré turistické značce od Rainerovy chaty a dále po  žluté turistické značce,
- Po  modré turistické značce z Lysé Poľany a dále po  žluté turistické značce.